# Bestia (film 1917)
Bestia è un film del 1917, diretto da Aleksander Hertz, con Pola Negri.

## Trama
La sedicenne Pola Basznikow, ancora una volta, rincasa solo a notte fonda, ed ha un ennesimo alterco col padre, a seguito del quale scappa di casa. Chiede aiuto al fidanzato Dymitr, il quale, prelevando tutti i suoi risparmi, la aiuta ad alloggiare presso un hotel.
Ma Pola non tarda a realizzare che la sua nuova situazione, con Dymitr che la vorrebbe tutta per sé, non è proprio quello che andava cercando. Si allontana dunque dalla camera d'albergo che condivideva col fidanzato, non senza prima avergli prelevato il resto dei suoi risparmi, coll'intenzione, beninteso, di restituirglieli. Dymitr rimane offeso a morte da questo ingrato abbandono.
Pola trova lavoro dapprima come indossatrice, ed in seguito come ballerina presso un cabaret, e riscuote un certo successo. Nel nuovo ambiente ella fa la conoscenza di Alexy, e presto fra i due si parla di matrimonio. Alexy comunica alla moglie Sonia la sua intenzione di divorziare, e Sonia lascia la casa insieme alla figlia Natalie per recarsi dai suoi genitori.
Alexy e Pola festeggiano il loro prossimo matrimonio nel ristorante Café de Paris, dove aveva da poco trovato impiego, come cameriere, Dmytr, che pensava in tal modo di rifarsi della perdita dei propri risparmi. Pola, non vista da Dmytr, coglie l'occasione per restituirgli il denaro, che avvogle in un tovagliolo prima di lasciare il locale. Dmytr trova il denaro, ma il suo desiderio di vendetta avrà la meglio.
Intanto Pola viene a sapere solo ora che Alexy è sposato e con prole, e quindi impossibilitato a concludere un matrimonio, e lo lascia. Nello stesso tempo Dmytr, accecato dalla gelosia e dal desiderio di vendetta, affronta Pola per strada e la uccide. E contemporaneamente Alexy, pentito, ritorna da Sonia, ma troppo tardi: la moglie, che, a seguito dell'abbandono aveva contratto un malessere evidentemente psicosomatico ma esiziale, spira fra le sue braccia, sotto lo sguardo della piccola Natalie.

## Produzione
Il film è stato prodotto sotto l'occupazione tedesca di Varsavia durante la prima guerra mondiale, dove ha avuto la sua prima rappresentazione il 5 gennaio 1917. Un suo titolo presentato a volte come alternativo è Die polnische Tänzerin ("la danzatrice polacca"), che tuttavia viene utilizzato anche per Niewolnica zmyslów, il debutto cinematografico della Negri del 1914. L'attrice vi interpreta il ruolo della vamp, che sarà caratteristico anche di diversi suoi film successivi.. Il film riveste un doppio significato storico in quanto ultimo film polacco/russo di Pola Negri, e l'unico pervenutoci prima del suo trasferimento sugli schermi tedeschi nel 1917.
Nel film è attiva in un ruolo secondario l'allora sconosciuta Lya Mara (con lo pseudonimo di Mia Mara). che, come la Negri, accettò un'offerta lavorativa da Berlino nel 1917 e divenne successivamente un'importante star del muto, particolarmente ricordata per La via senza gioia di Georg Wilhelm Pabst, del 1925.
Il regista Aleksander Hertz (1879–1928) è una figura di cineasta polacco oggi pressoché dimenticata. Ha tuttavia giocato un ruolo molto importante nella cinematografia polacca: già dai tempi dello zar era direttore della Sfinks, la più importante casa di produzione cinematografica di Varsavia, ed ha inscenato una serie di film anche di buon successo, molti dei quali con Pola Negri.

## Distribuzione
Copie della pellicola sono conservate all'Archivio cinematografico nazionale polacco, e, in seguito alla distribuzione statunitense del film dal 1921 (con il titolo The Polish Dancer), alla George Eastman House di Rochester (New York).
Sempre negli Stati Uniti, il film, con una restaurazione digitale, è uscito in DVD nel 2011 per la Bright Shining City Productions, come parte del cofanetto Pola Negri: The Iconic Collection.

## Accoglienza
La critica cinematografica e scrittrice tedesca Lotte Eisner ha scritto, a riguardo di Pola Negri: "È la Magnani del cinema muto, vitale, piena di temperamento. Seduttiva come la Lollobrigida prima maniera. Non recita, non è propriamente un'attrice nel senso moderno, o anche dei suoi tempi. È semplicemente presente. (…) La Negri rappresenta la sana sensualità nella sua originarietà. Non c'è nulla da almanaccare: in tempi di forme rotonde è turgida di vita e allo stesso tempo flessibile come una pantera. (…) Priva di peso, è seduzione pura. Il suo opposto intellettuale e spirituale è la grande Asta Nielsen. Pola, la polacca, è una natura semplice, retta dagli istinti. È danzatrice in Sumurum, con tutta la sua malleabilità corporea, la sua naturale selvatichezza ritmica. Non a caso; vi appariva predestinata: nel suo primo film è "la danzatrice polacca", e avrebbe continuato come "danzatrice spagnola".
Il giornalista e scrittore berlinese Frank Noack apprezzava l'interpretazione di Pola Negri, definendola "innovativa", e giudicava il film "piuttosto ben riuscito, dalla regia e cinematografia solide, non particolarmente inventivo e mancante di avventura, ma dai ruoli appropriati."
Il blogger Chris Edwards dice: "Non me la sento di raccomandare il film nella sua interezza, ma solo alcuni momenti di esso. Per i fan di Pola Negri (…) si tratta di un prodotto dei primi anni della carriera di una star. Un esempio ancora non raffinato di ciò che l'ha resa grande."